# Frédéric Donet
Frédéric Donet, né le 17 septembre 1891 à Rully (Saône-et-Loire) et mort le 3 avril 1980 à Dunkerque (Nord), est un officier général du génie et résistant français, grand officier de la Légion d'honneur.
Il se distingue au cours de la Première puis de la Seconde Guerre mondiale au cours desquelles il obtient seize citations (dont 10 à l'ordre de l'armée) ainsi que de nombreuses décorations françaises et alliées. 
Lors des commémorations du centenaire de la Première Guerre mondiale en 2014, il figure parmi les « 100 héros » de la Grande Guerre.

## Biographie

### Famille
De père inconnu, il est élevé par sa mère Lazarette Donet, couturière, avec le soutien de l'ingénieur Joseph-François Gard, et par ses grands-parents de Rully. À 15 ans il gagne l'Angleterre, puis part à l'aventure au Ghana, où il travaille dans une compagnie de cacao.
De retour en France à 18 ans, il s'engage au 3e régiment du génie à Arras en mai 1910, et devance ainsi son appel de classe.
Il prend congé à partir de 1912 pour des études d'ingénieur des mines à l'École des Maîtres et Ouvriers-Mineurs de Douai.
Il se marie en 1922 avec Madeleine Destappes à Luchy, qu'il a rencontrée lors d'un cantonnement pendant la Première guerre. De cette union naîtront deux enfants, Jean et Marguerite. Jean, futur médecin, sera résistant à 19 ans (FTP puis Mithridate). Il rejoint l'Afrique du Nord fin 1943, débarque en Provence, combat à Belfort (blessé), puis jusqu'en Autriche à la capitulation allemande. Médaille des évadés, médaille militaire et chevalier de la Légion d'honneur en 1963.  Marguerite Donet, future enseignante, épousera Henri Stoven aux Invalides en 1950, cristallisant les liens fidèles entre ces deux familles éprouvées par les deux guerres mondiales.

### Parcours militaire

#### Première Guerre mondiale
Mobilisé le 1er août 1914, il participe à la bataille des Frontières puis à la première bataille de la Marne. En décembre, au cours de la guerre des mines en forêt d'Argonne, il est blessé aux jambes par un éclat de bombe. Il regagne le front aux Éparges en juin et obtient 3 citations pendant les combats qui se poursuivent au « Point X » dominant la plaine de la Woëvre.

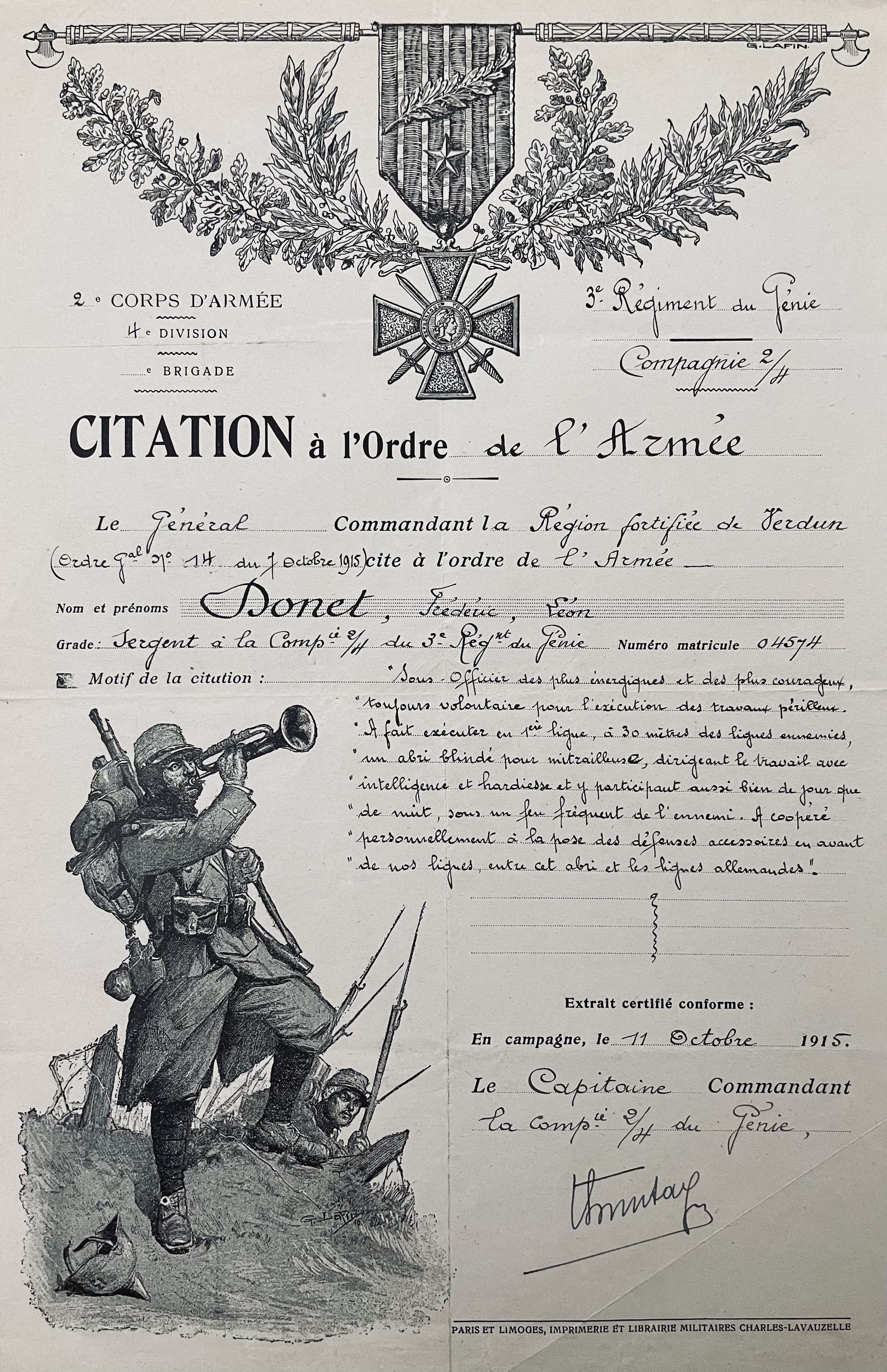
Une citation en 1915

Le 6 octobre 1915 en Champagne, comme chef de la section d'assaut du génie, il est en première ligne pour la prise du village de Tahure et y fait 60 prisonniers, dont 1 officier et 3 sous-officiers,,, ce qui lui vaut la médaille militaire et la croix de guerre avec palme, sur une citation du général Joffre.
Début 1916, il contribue, toujours avec la compagnie 2/1 du génie de la 3e DI, à la défense des Hauts-de-Meuse face à l'offensive allemande sur Verdun. Puis en août, c'est la grande offensive de la Somme, au cours de laquelle la 3e division d'infanterie obtiendra plusieurs succès jusqu'à Villers-Carbonnel, et une citation collective. Frédéric Donet est blessé au bras par éclat d'obus en septembre.
En 1917, il assure les voies de communication avec l'arrière pendant la bataille du Chemin des Dames et participe aux combats pour la reprise de la Cote 304 lors de la seconde bataille de Verdun jusqu'à sa 3e blessure (tête, main et jambe) causée par une grenade en juillet. Il est fait chevalier de la Légion d'honneur et décoré par le roi d'Italie de la médaille de valeur militaire.
Au printemps et à l'été 1918, il participe aux contre-offensives alliées à Moreuil, lors de la prise de Sauvillers avec les chars anglais, et sur le front de Montdidier.
Promu capitaine en août, il prend la tête de la compagnie 2/1 et rétablit les ponts sur l'Avre sous le feu ennemi : il sera sérieusement blessé à la cuisse par une balle explosive – nouvelle citation.

En novembre 1918, il entre en Allemagne avec l'avant-garde de la 3e division, à la tête du 2e bataillon divisionnaire du génie.

#### Entre-deux guerres
Commandant du bataillon d'instruction du 3e régiment du génie, il part pour Constantinople en décembre 1920 et y sert comme volontaire au Corps d'occupation, y réalise des travaux notamment à la pointe du Sérail.
De retour en juillet 1922 pour se marier, il est réaffecté à Arras.
S'ensuit à partir de 1924 une série d'affectations à l'état-major particulier du génie (chefferies d'Orléans, Saint-Denis, Laon, Mézières) et à l'établissement central du matériel du génie à Versailles. Cette période est entrecoupée de congés et mises en disponibilités pendant lesquelles il dirige des travaux publics. De telles difficultés de carrière militaire tiennent au désaccord qu'il exprimait avec la stratégie de fortification des frontières (ligne Maginot) : le capitaine Donet, spécialiste des mines, milite pour le développement des véhicules blindés et autres moyens de combat pour les troupes du génie.
Il est néanmoins élevé à la dignité d'officier de la Légion d'honneur en 1932, et promu chef de bataillon le 25 décembre 1936, au commandement du génie de la 1re division légère mécanique nouvellement formée (« légère » car entièrement motorisée).

#### Seconde Guerre mondiale

##### Offensive de la Sarre et campagne de France
Mobilisé à la fin août 1939 avec la 1re DLM, il réalise un déminage important lors d'une mission de reconnaissance en avant des premières lignes françaises à l'offensive de la Sarre, dans la forêt du Warndt. La découverte d'une mine lourde anti-chars allemande (Tellermine 35), qu'il désarme et rapporte avec Jean de Douhet, lui vaut une citation. Pendant la suite de la « Drôle de guerre », il dispense des cours sur les pièges et les mines aux officiers du GQG et œuvre au développement d'engins, tout en conservant son commandement du génie divisionnaire à la 1re DLM.
Affecté à la 7e armée du général Giraud à partir de mars 1940, il entre en Belgique le 10 mai avec l'avant-garde de la 1re DLM suivant le plan Dyle-Breda, pour contrer l'invasion allemande. La 1re DLM arrive rapidement au contact de l'ennemi, mais subit dès le lendemain, à l'approche de Bréda, un premier bombardement dévastateur par les Stuka. Les sapeurs du commandant Donet font sauter des ponts à Tilbourg, participent à la défense du canal Albert à proximité d'Anvers, et rétablissent un passage de fortune sur la rivière Pulderbeck permettant le repli des Chasseurs ardennais.
La 1re DLM est rappelée précipitamment en France le 13 mai, et s'engage au combat dans la région du Cateau. Mais le 26 mai, Frédéric Donet est grièvement blessé à la tête par une balle, lors des opérations sur le canal de la Deûle à Billy-Berclau, en appui à la 1re DM engagée à Carvin et dans la Poche de Lille. Evacué de Dunkerque sur l'Angleterre, il sera soigné à Leeds et rapatrié sur sa demande, avant guérison, le 8 juin.
En juillet, il reçoit le commandement du 9e bataillon du génie de l'Armée d'Armistice, à Roanne.

##### Activités en Zone Occupée

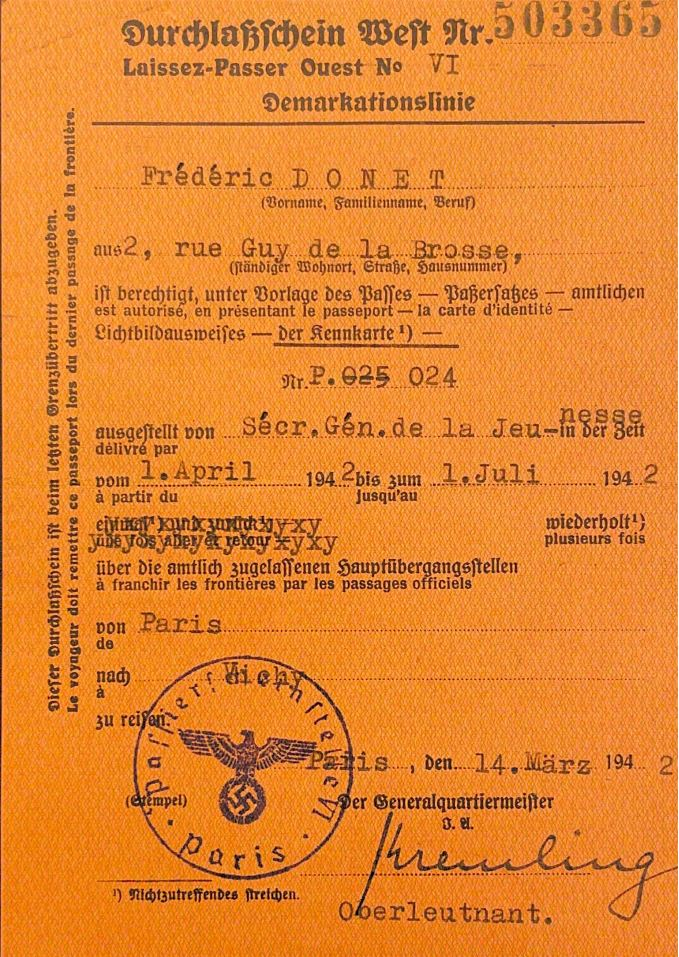
Laissez-passer

Dès août 1940, il est désigné pour prendre le commandement de 3 compagnies de sapeurs-mineurs démilitarisées en zone occupée, chargées de travaux sur la Marne pour le compte des Ponts et Chaussées : cette mission lui sert de couverture en tant qu'agent de renseignement du 2e Bureau dirigé par le lieutenant-colonel Baril. Il achemine ainsi un volume important de courrier et documents secrets entre Paris et Vichy et organise les premières "Unités de jeunes travailleurs", mobilisées sur ses chantiers de reconstruction.
Du fait de son attitude et de certaines actions frisant le sabotage,, ses unités de sapeurs-mineurs sont rattachées au chef de bataillon Soubeyrand et subordonnées au 6e régiment allemand : Frédéric Donet est renvoyé en zone libre début mai 1941, au 3e bataillon du génie de Castelsarrasin. Il revient rapidement en zone occupée en tant que responsable pour le Secrétariat Général à la Jeunesse de Vichy, du développement des Unités de jeunes travailleurs (27 au total), où l'esprit de Résistance est organisé, clandestinement, pour former d'éventuels noyaux de combat.
Mais en l'absence de réels moyens matériels, les Unités de jeunes travailleurs peinent à subsister. Qui plus est, suspectées par l'occupant, ces unités sont dissoutes sur ordre des autorités allemandes début 1943. Au même moment, Frédéric Donet démissionne du Secrétariat Général à la Jeunesse.

##### Résistance dans le réseau Mithridate

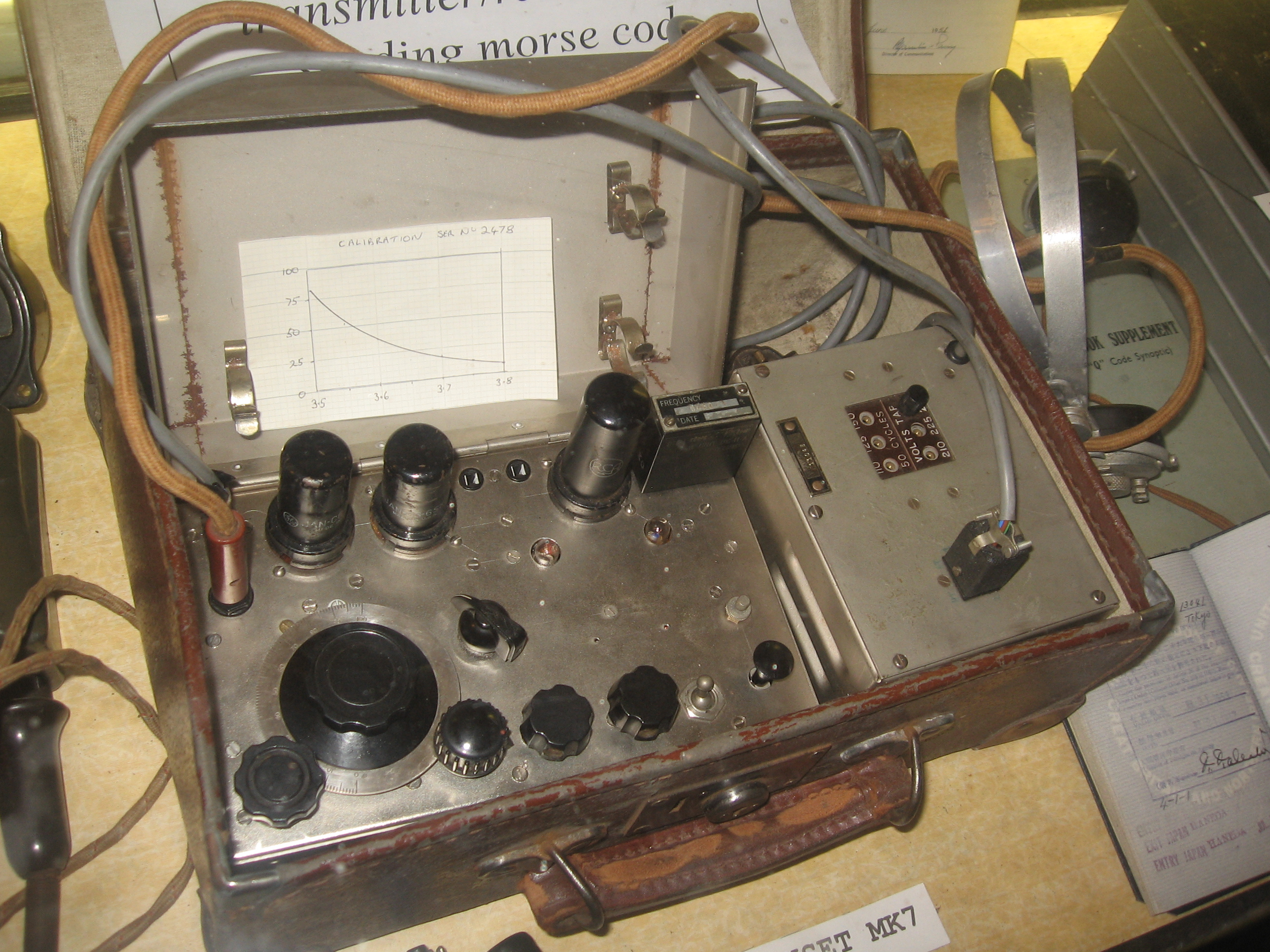
Poste Paraset Mk VII utilisé dans la Résistance

Il entre alors à la Société générale, comme chef de la défense passive pour la France entière. Cette fonction lui permet de parcourir le territoire (y compris la zone côtière interdite en Bretagne) et d'y collecter du renseignement militaire au profit du BCRA de Londres, transmis par les radios du réseau Mithridate, qu'il intègre au n°128 durant l'année 1943 sous le pseudonyme « Laflèche ».
En septembre, il est nommé chef-adjoint du réseau, auquel il apporte une grande impulsion, ainsi qu'en attestera le lieutenant-colonel Bressac – Pierre-Jean Herbinger. En octobre, le gouvernement de Vichy lui attribue la croix de commandeur de la Légion d'honneur, qu'il refuse.
Préparatifs au débarquement en Normandie – Désinformation de l'armée allemande
En avril 1944, il est promu colonel par le général de Gaulle, à titre temporaire, par radio depuis Londres, lors de l'essai du nouveau poste « Ayesha », lequel doit permettre de communiquer en phonie plutôt qu'en morse et ce, de façon indétectable.
Sur ordre de Londres et avec l'aide de la Société générale, il prépare ensuite le déploiement d'un réseau de postes de radiophonie Ayesha dans le Nord-Pas-de-Calais. Le 19 mai, une communication importante est prévue. Mais après quelques minutes seulement, la maison est encerclée par des militaires allemands : les Résistants sont arrêtés. Auparavant, le colonel Donet parvient à dissimuler des notes sensibles qui échapperont à l'Abwehr.
Captivité, condamnation à mort puis délivrance épique à Bruxelles
Il est durement interrogé par la Feldgendarmerie, puis incarcéré à la prison de Gand au régime des condamnés à mort, avant de retrouver ses camarades de l'état-major du réseau Mithridate, Roddy, Jean Guet et Bressac, à Senlis puis à la prison de Fresnes. Au fil des interrogatoires par la GFP, il ressort que l'Abwehr allemande est persuadée d'un débarquement allié dans le Pas-de-Calais, et que cette mission-suicide y a contribué,,.
Mi-août, Frédéric Donet est transféré avec les autres prisonniers à la prison de Saint-Gilles à Bruxelles. Sa condamnation à mort lui est confirmée le 30 août pour 4 chefs d'accusation, depuis les Unités de jeunes travailleurs clandestines jusqu'à son action chez Mithridate et dans l'opération Ayesha.
Mais la progression des armées alliées vers Bruxelles précipite l'évacuation des 1500 prisonniers de Saint-Gilles, embarqués dans un train qui ne quittera pas la Belgique grâce à l'action conjointe des cheminots belges, de la Croix Rouge et des Résistants de la Brigade blanche: tous sont libérés le 3 septembre.

##### Libération de la France de l'Ouest
Fin novembre 1944, le général de Larminat lui confie le commandement du Génie des Forces françaises de l'Ouest, engagées dans la reconquête de la poche de Royan et de la pointe de Grave ainsi que de l'île d'Oléron et la Rochelle.
Donet et ses sapeurs réalisent des opérations de déminage et de traversées pour les troupes et matériels (notamment 5 chars Somua S-35 lors du débarquement sur l'île d'Oléron le 30 avril) – citation américaine.

### Après-guerre
Vers la fin du conflit, le colonel Donet reçoit plusieurs citations à l'ordre de l'armée : une première du général Koenig depuis Londres, une autre du général de Gaulle, toutes deux portant attribution de la croix de guerre avec palme. Il recevra également la médaille de la Résistance avec rosette.
En septembre 1945, un décret de De Gaulle le réintègre dans les cadres de l'armée d'active (réparation d'un préjudice de carrière depuis mars 1944). Il est affecté à l'Inspection technique du matériel du génie à Paris en août.
En mai 1946, il est décoré de la prestigieuse Distinguished Service Cross américaine pour sa conduite en avril 1945 au cours de la réduction de la poche de Royan et de la pointe de Grave.
Nommé général de brigade en juin 1946, il prend sa retraite militaire.
En 1948, il est élevé à la dignité de grand officier de la Légion d'honneur.
Il reste actif dans le civil à la Société Générale, en tant que Chef de l'Entretien, dans la continuité de son activité à la défense passive – médaille d'honneur du travail en 1963. Admis à une retraite civile en 1967, il cessera ses activités professionnelles en 1970, à l'âge de 79 ans.

### États de service
- Engagé volontaire au 3e régiment du génie à Arras en mai 1910, il est promu caporal en février et sergent en septembre 1911.
- 1er août 1914 : Mobilisé à la compagnie 2/3 du génie du 2e corps d'armée. En octobre, chef de section au 72e régiment d'infanterie.
- En 1915, il est chef de section aux compagnies 2/4, 2/2 puis 2/1 du génie de la 3e division d'infanterie.
- Promu sous-lieutenant en juillet 1916, lieutenant en avril 1917 et capitaine à 26 ans, en août 1918. Il commande la compagnie 2/1, puis le 2e bataillon divisionnaire du génie.

- Au sortir de la guerre, il commande le bataillon d'instruction du 3e régiment du génie.
- En 1921, il part pour Constantinople, volontaire au Corps d'occupation français. Rentre au 3e régiment du génie à Arras en 1922.
- Congés de carrière début 1924 et en 1925-26. Réaffecté en 1927 à l'état-major particulier du génie, chefferie Saint-Denis à Paris.
- De 1930 à 1936 : Affecté à l'établissement central du matériel du génie à Versailles, à la chefferie de Laon (1935) puis à celle de Mézières.

- Décembre 1936 : chef de bataillon du génie de la 1re DLM, puis du 9e bataillon d'armistice à Roanne (juillet 1940).
- Août 1940 : agent de renseignement du 2e Bureau. Couverture : travaux sur la Marne, puis au Secrétariat Général à la Jeunesse de Vichy.
- Mars 1942 : promu lieutenant-colonel.
- 1943 : Chef-adjoint du réseau Mithridate du BCRA, et (couverture) chef de la défense passive à la Société générale.
- Avril 1944 : promu colonel à titre temporaire par De Gaulle, par radio depuis Londres – promotion régularisée en 1945, à compter du 1er juin 1944.
- 1944-1945 : commande les unités de sapeurs au sein du Détachement d'Armée de l'Atlantique.
- Juin 1946 : nommé général de brigade. Puis retraite militaire. Passe dans le civil et travaille à la Société générale jusqu'en 1970.

## Décorations

### Décorations françaises

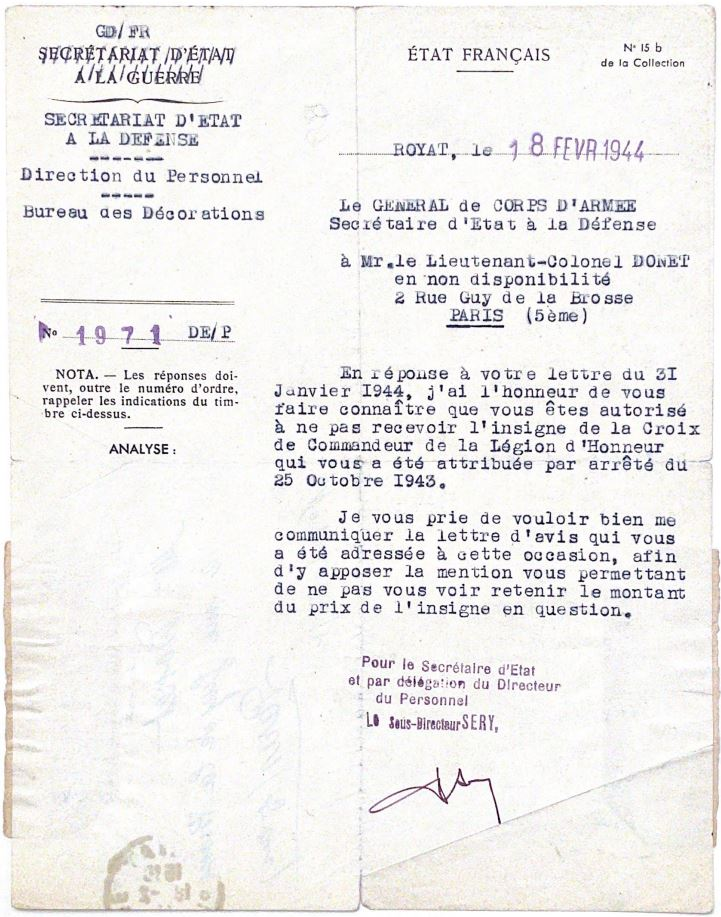
Refus de la Légion d'honneur de Vichy

Grand officier de la Légion d'honneur (1948) 

 Commandeur de la Légion d'honneur (1943 par le régime de Vichy, refusée) 

 Officier de la Légion d'honneur (1932) 

 Chevalier de la Légion d'honneur (1917) 

 Croix de guerre 1914-1918 (10 citations : 5 palmes et 5 étoiles) 

 Médaille militaire (1915) 

 Croix de guerre 1939-1945 (6 citations : 5 palmes et 1 étoile) 

 Médaille de la Résistance française avec rosette (1946) 

 Médaille d'honneur du travail, argent (1963) 

### Décorations étrangères
Médaille d'or de la valeur militaire (Italie, 1917) 

 Croix de guerre (Belgique, 1914-1918) avec palme 

 Chevalier de l'ordre de Léopold (Belgique, 1920) 

 Croix de guerre (Belgique, 1940-1945) avec palme 

 Officier de l'ordre de la Couronne (Belgique, 1949) 

 Distinguished Service Cross (États-Unis, 1945) 

 Ordre de l'Empire britannique à titre militaire, Honorary Officier (Royaume-Uni, 1947)

### Biographie
- Le Général Frédéric DONET, Fédération nationale des anciens sapeurs du génie (FNAS), 1983, 47 p. (lire en ligne).

### Autres médias
Presse
En 1951, Frédéric Donet dresse un état détaillé des 5 blessures de guerre qu'il a subies, exerçant son droit de réponse à la suite d'une chronique des « Potins de la commère » (Carmen Tessier) dans le journal France-Soir, affirmant que « le général de Lattre de Tassigny était le seul général actuellement vivant qui possédât une cicatrice ».
Documentaire
Le chef de bataillon Frédéric Donet apparaît dans la série de films documentaires Apocalypse, la Seconde Guerre mondiale. Au 2e épisode « L'écrasement (1939-1940) » (consulté le 8 juin 2021), on l'aperçoit brièvement (à 12'05"), arborant son plastron de médailles aux côtés du général Huntziger.

### Postérité
Hommages

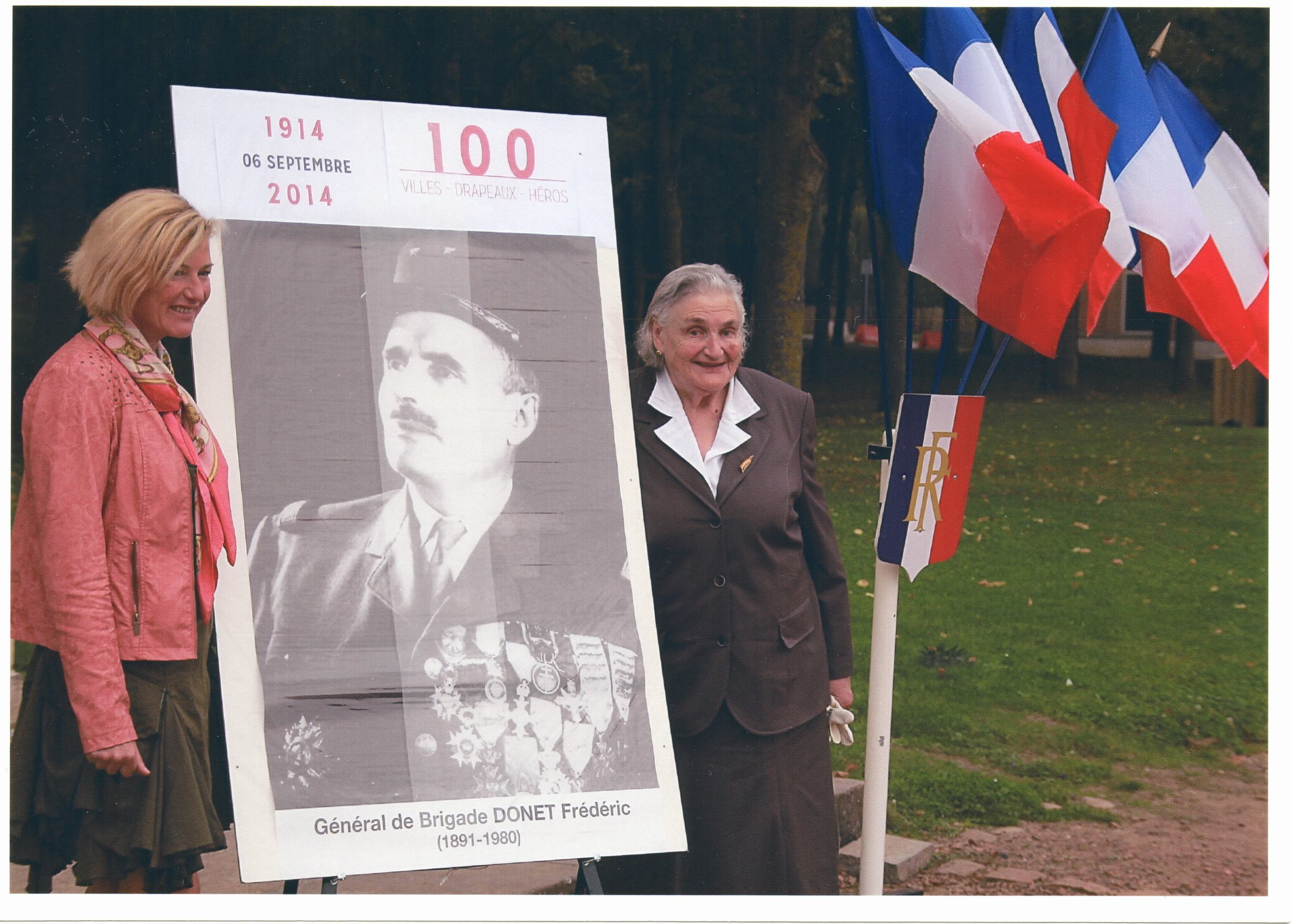
Hommage à Arras en 2014
(sa petite-fille et sa fille)

La promotion 1989 EOR 812 des élèves officiers de réserve de l'école d'application du génie d'Angers porte son nom. 

Le 6 septembre 2014, lors des commémorations du centenaire, le général Frédéric Donet est honoré parmi 100 héros de la Grande Guerre. Une cérémonie lui rend hommage, ainsi qu'à la ville d'Arras et au drapeau du 3e régiment du génie.
Musées
Son uniforme ainsi que ses décorations sont conservés et présentés au musée du Génie à Angers. 

Son pistolet est conservé au musée des canonniers de Lille.
Odonyme
- Rue du Général Donet à Renescure (59173).